# 嚴震直
嚴震直（1344年—1402年），初名子敏，字震直，号西塞山翁。乌程（今浙江湖州织里镇骥村人）人。
洪武年間擔任糧長，從無誤期。二十三年特授通政司參議，再遷為工部侍郎。洪武二十六年（1393年）累官工部尚书。二十八年修复广西兴安县灵渠，三十年建議將廣東食盐运往江西。同年四月，升为右都御史，不久又任工部尚书。建文年间督饷山东，不久退休。明成祖曾直呼其字，遂以字行。以原官工部尚书巡视山西，至澤州（今山西晋城、高平）病亡。著有《遣兴集》，《大观录》。

## 身后
湖州城西西塞山有严震直墓。今已不存。今龙溪街道严家坟村因该墓得名。
湖州城中西侧原有旌忠祠祀严震直，有明萬曆二十五年（1597年）立「明工部尚書嚴公旌忠祠碑記」，祠毀後於二十世紀八十年代移入鐵佛寺。

## 畫廊

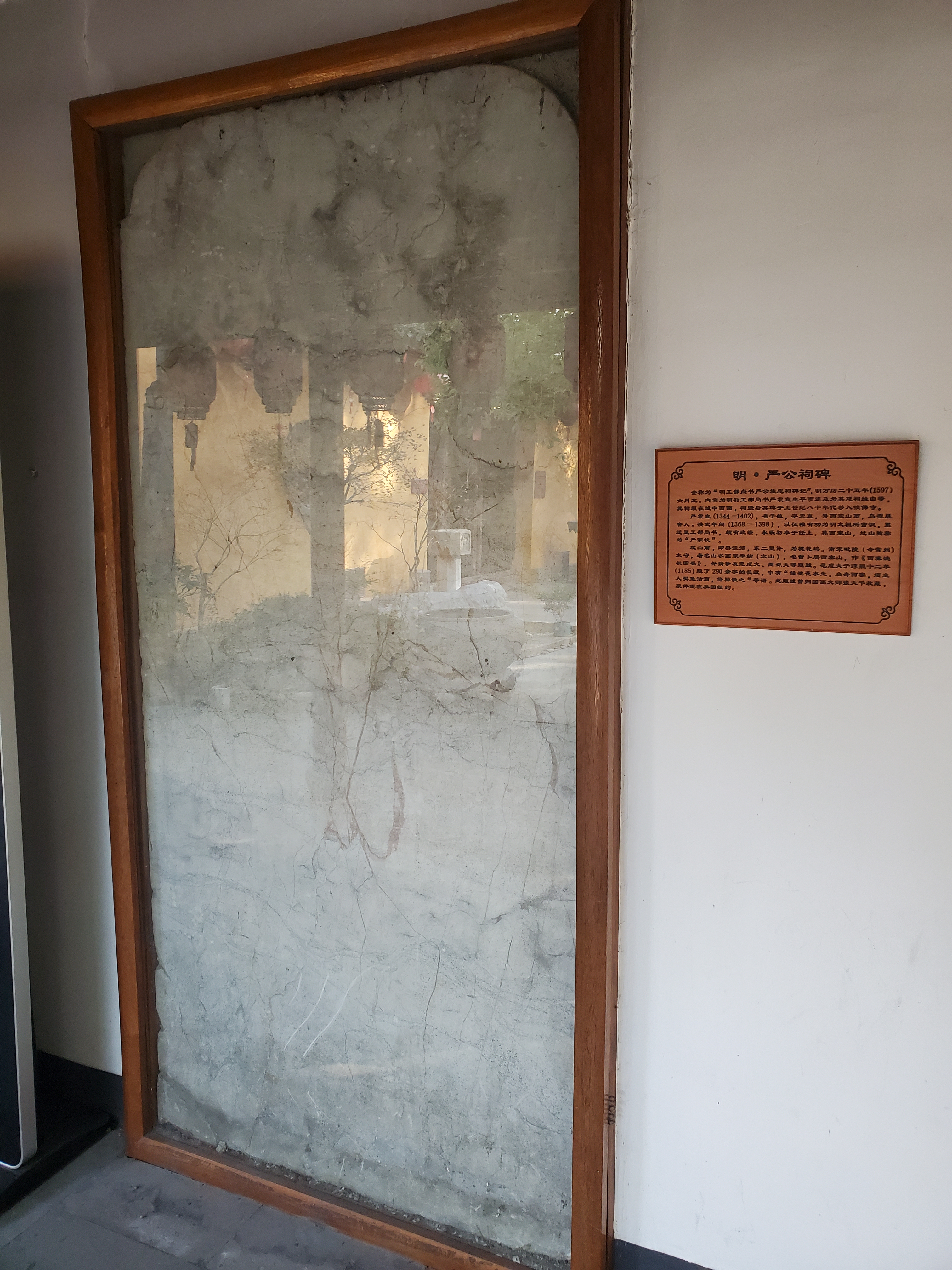
鐵佛寺中的嚴公祠碑